# Савченко, Николай Евсеевич
Николай Евсеевич Савченко (бел. Мікалай Яўсеевіч Саўчанка; 7 ноября 1922, Красный Дворец — 12 июня 2001, Минск) — советский и белорусский учёный в области урологии, академик Национальной академии наук Белоруссии, полковник медицинской службы.

## Биография
Николай Савченко родился 7 ноября 1922 года в посёлке Красный Дворец (ныне — Чечерский район Гомельской области Белоруссии). Участвовал в боях Великой Отечественной войны (старший фельдшер 13-го отдельного разведывательного батальона и 53-го отдельного мотоциклетного батальона 25-го танкового корпуса), после её окончания был демобилизован. В 1948 году Савченко окончил Минский государственный медицинский институт и по распределению работал главным врачом Гродненского кожно-венерологического диспансера. С 1951 года преподавал в Военно-медицинской академии в Ленинграде, а с 1958 года — на кафедре урологии в Белорусском государственном институте усовершенствования врачей. С 1960 года возглавлял этот институт. В 1954 году защитил кандидатскую диссертацию на тему «К вопросу экспертизы ночного недержания мочи» 1965 году защитил докторскую диссертацию на тему «Гипоспадия (фрагменты теории патогенеза, унификация методов лечения, гиспоспадия и пол)» в Военно-медицинской академии.
В 1966 году Савченко был назначен министром здравоохранения Белорусской ССР, занимал эту должность в течение двадцати лет. Параллельно с государственной деятельностью активно занимался научной, преподавательской и общественной деятельностью. Избирался депутатом Верховного Совета Белорусской ССР VII—IX созывов, заведовал кафедрой урологии Минского государственного медицинского института, затем — Белорусским республиканским центром пересадки почек.
Являлся автором более чем 300 научных работ, 9 изобретений и 11 монографий в области болезней мочеполовой системы, трансплантации органов и тканей, автоматизированным системам управления здравоохранением. В 1969 году Савченко был избран членом-корреспондентом, а в 1972 году — академиком Национальной академии наук Белоруссии. В 1982 году ему была присуждена Государственная премия СССР, а в 1988 года — Государственная премия Белорусской ССР.
Умер 12 июня 2001 года, похоронен на Восточном кладбище Минска.

## Увековечение памяти
В 2001 году Минской городской клинической больнице № 4 присвоено имя Савченко, а на урологическом корпусе была повешена мемориальная доска Н. Е. Савченко.

## Награды и звания
- Орден Отечества III степени (1997)[3]
- три ордена Трудового Красного Знамени,
- ордена Отечественной войны I и II степеней,
- Два ордена Красной Звезды,
- Ряд медалей
  - Медаль «За отвагу» (16 августа 1943),
  - Медаль «За освобождение Праги» (10 ноября 1945),
  - Медаль «За боевые заслуги» (30 декабря 1956)[1].